# Краљевина Авганистан
Краљевина Авганистан (пашту: د افغانستان واکمني, романизовано: Дǝ Афганистан вакмани; дари: پادشاهی افغانستان واکمني, романизовано: Дǝ Афганистан вакмани; дари: پادشاهی افغانسءان واکمني) била је монархија у средњој Азији која је успостављена 1926. као држава наследница Емирата Авганистан. Прогласио ју је њен први краљ, Аманула Кан, седам година након што је ступио на престо. Монархија је окончана у државном удару 1973. године.

## Историјат
Емир Аманула Кан је био заинтересован за модернизацију Авганистана, изазвавши неколико устанака које су предводили његови конзервативни противници. Једна таква побуна је избила док је био у посети Европи 1927. године. Абдицирао је у корист свог брата Инајатула Кана, који је владао само три дана пре него што је вођа побуне Хабибула Калакани преузео власт и поново успоставио Емират.
После 10 месеци, Аманула Канов министар рата, Мохамед Надир, вратио се из изгнанства у Индији. Његове армије су збациле владу Сакависта и опљачкале Кабул. Након тога, Надирове снаге су ухапсиле и потом погубиле Калаканија. Мохамед Надир је поново успоставио краљевство, проглашен је краљем Авганистана као Мохамед Надир Шах у октобру 1929. и наставио да враћа реформистички пут последњег краља, Аманула Кана. Наследио га је син Мохамед Захир Шах, чија је владавина почела 1933. године и трајала 39 година. Захир Шаха, последњег краља Авганистана, на крају је збацио његов рођак Мохамед Дауд Кан који је успешно окончао вековну монархију и успоставио републику. Под вођством Захир Шаха, авганистанска влада је тражила односе са спољним светом, пре свега са Совјетским Савезом, Француском, Уједињеним Краљевством и Сједињеним Државама.
Под Захир Шахом, влада је покренула бројне усаглашене напоре да доведе образовање у Дарај Нур, где је већину долине насељавао народ Пашаји. Пошто сељани нису знали за намеру кампање описмењавања или како би им она могла користити, богатији становници у долини подмићивали су званичнике и Краљевску авганистанску војску да им синове забране да иду у школу. Сиромашнији сељани су, с друге стране, били далеко образованији и било је очигледно да образовање није „неисламско“, што је довело до тога да други сељани шаљу своје синове у школу.
Дана 27. септембра 1934. године, за време владавине Захир Шаха, Краљевина Авганистан се придружила Лиги народа. Током Другог светског рата, Авганистан је остао неутралан и водио је дипломатску политику несврставања. Иако је био неутралан у Другом светском рату, Авганистан је имао односе са нацистичком Немачком, али је то прекинуто након англо-совјетске инвазије на Иран 1941. године.
Авганистан је примљен у Уједињене нације 29. августа 1946. године. Године 1947. Авганистан је био једини члан Уједињених нација који је гласао против примања Пакистана у Уједињене нације. То је углавном учињено због територијалних претензија Краљевине на Паштунистан. Никита Хрушчов је посетио главни град Кабул и подржао претензије Авганистана на Паштунистан 1955. године. 5 година раније, 1950. године, Авганистан је потписао уговоре о пријатељству са Индијом и Либаном, успоставио политичке контакте са Сиријом и признао Народну Републику Кину. Додатно су уложени напори да се реше авганистанско-ирански спорови око реке Хелманд, који још увек трају између режима Исламског Емирата Авганистана и Исламске Републике Иран. Авганистан је такође постао члан Покрета несврстаних 1961. године. Дауд Кан, тадашњи премијер Авганистана, вредно је радио на развоју модерне индустрије и образовања у земљи. У јулу 1973. Дауд Кхан је извео бескрвни државни удар док Захир Шах није био у земљи. Следећег месеца, Захир Шах је абдицирао, надајући се да ће избећи грађански рат, који је званично означио крај Краљевине Авганистана и почетак Републике.

## Економија
Авганистанска привреда се у великој мери ослањала на пољопривреду и рударство, слично као и данас.
И Сједињене Државе и Совјетски Савез инвестирали су у неутралну авганистанску економију како би покушали да стекну утицај током Хладног рата. Ово је укључивало Програм четири тачке 1951. године, када су Авганистан и Сједињене Државе потписале споразум у Кабулу за помоћ при економском развоју привреде и изградњу 100 км нафтовода од Термеза до Мазари Шарифа који су изградили совјетских техничари и почео с радом 1954. године. Авганистан је добио 18.500.000 долара од Извозно-увозне банке Сједињених Држава да им помогне да купе амерички материјал, опрему и услуге за развојни пројекат долине реке Хелманд.
У августу 1961. Пакистан је затворио границу с Авганистаном, због става премијера Дауда Кана према Паштунистану, али је поново отворен у мају након Канове оставке.
Земља је имала налазишта талка, лискуна, сребра, олова, берила, хромита, бакра, лапис лазулија и гвоздене руде.

## Армија
Рођак краља Захир Шаха, Дауд Кан, потписао је 1956. године уговор о наоружању вредан 3 милиона долара са Чехословачком Социјалистичком Републиком и 32,5 милиона са Совјетским Савезом. Споразум је авганистанској војсци дао увезене тенкове Т-34 и ловце МиГ-17. Четвртина до трећине свих авганистанских официра обучавало се у Совјетском Савезу до 1973. године. Такође су формиране и авганистанске командоске снаге, посебно 242. падобрански батаљон 1965. и касније, 444. и 455. батаљон 1966. и 1973. године. Сви ови батаљони су имали ваздушно-десантне способности.
За ове нове формације командоса, капетан Хабибула је предводио 242. батаљон по повратку из Форт Бенинга (САД) у Авганистан, док ће мајор Рахматула Сафи постати начелник штаба 444. батаљона, иако ће постати командант годину дана касније. Мајор Сафи се показао као одговарајући вођа, пошто је прошао обуку на британској краљевској војној академији Сендхерст и у совјетској Рјазанској вишој командној школи за ваздухопловство. Током 1962. и 1963, пре успостављања авганистанских командосних снага, Сафи је радио заједно са „Националним муџахединима Паштунистана“ против пакистанске владе, након неуспешне Бајаур кампање 1960-1961. године.